# John Obi Mikel
Mikel John Obi, nato John Michael Nchekwube Obinna (Jos, 22 aprile 1987), è un ex calciatore nigeriano, di ruolo centrocampista.
Con la nazionale nigeriana si è laureato campione d'Africa nel 2013.

## Carriera

### Club

#### Lyn Oslo
Figlio di un impiegato statale, John Obi Mikel ha esordito da professionista nel proprio paese con il Plateau United. Nel 2003, all'età di 16 anni, è stato convocato dalla Nazionale nigeriana per i Mondiali Under-17 in Finlandia. Trascorso un periodo all'Ajax Cape Town nel 2005, grazie agli ottimi risultati conseguiti ai Mondiali Under-20 guadagna notorietà internazionale. Nell'aprile del 2005 viene acquistato dal Lyn Oslo in sinergia con il Manchester United.

#### Chelsea

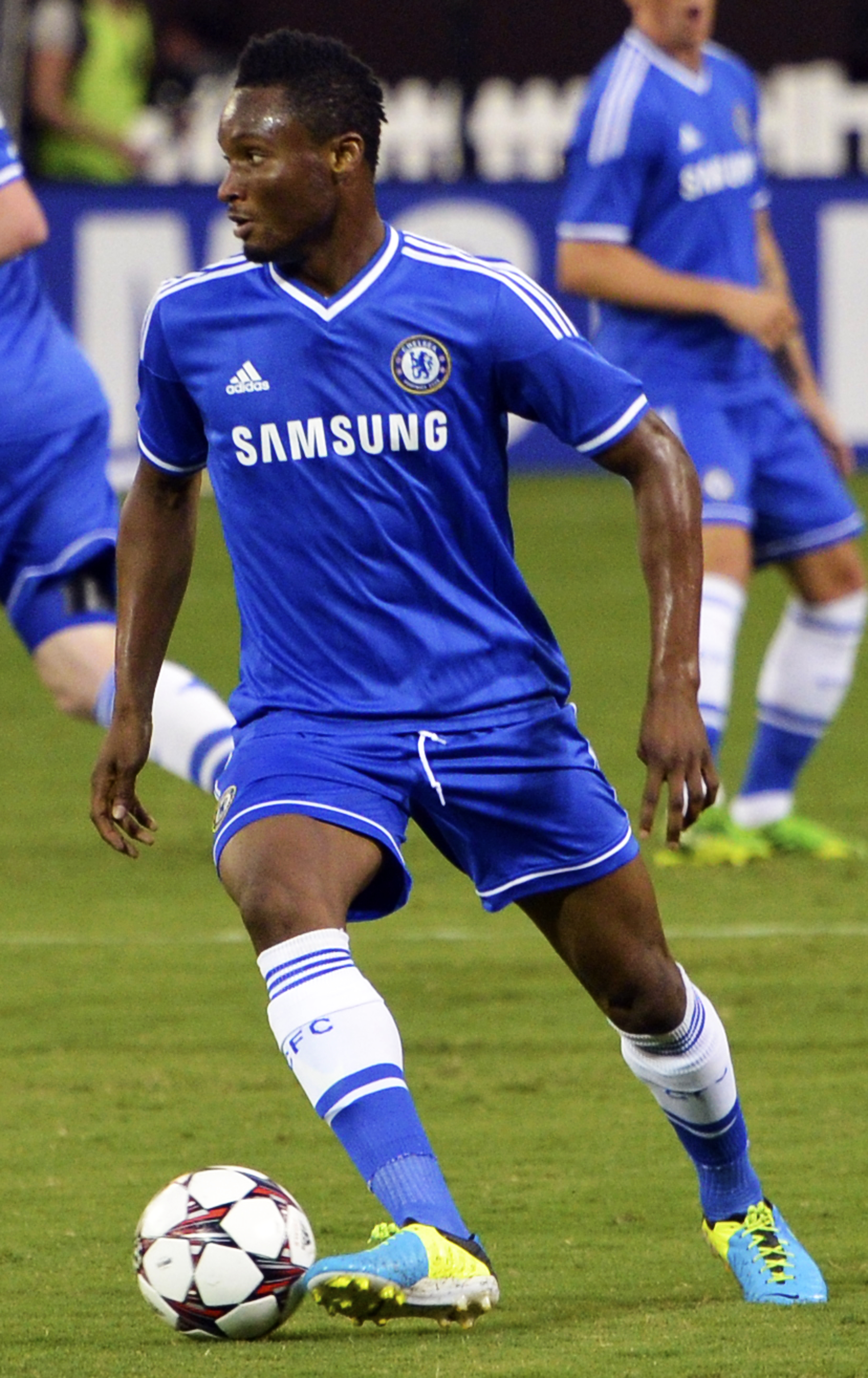
John Obi Mikel con la maglia del Chelsea nel 2013.

Nel febbraio del 2006 viene provinato dal Chelsea, che lo acquista il 2 giugno seguente sborsando circa sei milioni di euro al Lyn Oslo e 17 milioni al Manchester United. Il 13 agosto fa il suo esordio con la nuova maglia, nel Community Shield perso per 1-2 contro il Liverpool, subentrando a Paulo Ferreira all'82º minuto di gioco. Il 6 gennaio 2007 realizza il suo primo gol con i Blues, nell'incontro valido per il terzo turno di FA Cup vinto per 6-1 contro il Macclesfield Town. Si ripete nel turno successivo contro il Nottingham Forest (3-0).
Il 21 settembre 2013 segna il suo primo gol in Premier League, nella vittoria per 2-0 contro il Fulham, tornando così a segnare dopo quasi sette anni. Il 10 dicembre 2014 realizza la sua prima rete in Champions League, nella vittoria casalinga per 3-1 contro lo Sporting Lisbona.
Chiude la sua esperienza decennale con il Chelsea con 372 presenze e sei gol tra campionato e coppe. Con i Blues ha vinto due Premier League (2009-10, 2014-15), quattro FA Cup (2006-07, 2008-09, 2009-10, 2011-12), due Football League Cup (2006-07, 2014-15) un Community Shield (2009), una UEFA Champions League (2011-12) e una UEFA Europa League (2012-13).

#### Tianjin Teda
Il 6 gennaio 2017 viene ingaggiato dalla squadra cinese del Tianjin Teda. Il 4 marzo seguente fa il suo esordio in Chinese Super League, nella sconfitta per 0-2 sul campo dello Shandong Luneng. Il 2 aprile segna il suo primo gol con la nuova maglia, nella vittoria per 2-0 contro il Chongqing Lifan. In due anni colleziona 31 presenze e tre gol.

#### Middlesbrough
Il 24 gennaio 2019 fa ritorno in Inghilterra, firmando per il Middlesbrough.

#### Trabzonspor
Il 1º luglio 2019 passa al Trabzonspor, con cui gioca 27 partite in tutte le competizioni. Il 17 marzo 2020 rescinde il contratto con la squadra turca, a seguito delle voci secondo cui la federazione turca avrebbe deciso di proseguire il campionato (poi sospeso due giorni più tardi) nonostante l'emergenza COVID-19.

#### Stoke City
Il 17 agosto 2020 firma per lo Stoke City per proseguire la sua carriera dopo l'esperienza di breve durata in Turchia.

#### Al-Kuwait
Il 1º luglio 2021 firma per l'Kuwait SC. Il 5 Novembre 2021 si svincola dopo sole 2 presenze con il club Emiratino.
Il 27 settembre 2022, a un anno dalla sua ultima esperienza calcistica, annuncia ufficialmente il suo ritiro dalle attività calcistiche.

### Nazionale
Nel 2005 Obi Mikel ha preso parte ai campionato del mondo Under-20 in terra olandese. Con una serie di ottime prestazioni ha condotto la nazionale Under-20 nigeriana fino alla finale contro l'Argentina, persa però per 2-1. A riprova dell'ottimo risultato raggiunto, gli è stato consegnato il Pallone d'argento come secondo miglior giocatore del torneo, davanti al connazionale Taye Taiwo, ma dietro all'argentino Lionel Messi, vincitore anche della classifica cannonieri.
Nello stesso anno, ha ricevuto la prima convocazione in Nazionale maggiore, dove ha debuttato in amichevole il 17 agosto 2005 a Tripoli contro la Libia. Diventato titolare fisso nella sua selezione nazionale, un anno dopo viene convocato per la Coppa d'Africa 2006 in Egitto, dove la nazionale nigeriana arriva al terzo posto.
In seguito viene convocato per la Coppa d'Africa 2008, dove le Super Aquile ottengono lo stesso risultato. Nel 2010 non viene convocato per il campionato del mondo in Sudafrica a causa di un infortunio. Tre anni dopo, nella Coppa d'Africa 2013, fa parte della formazione che vincerà la Coppa d'Africa per la terza volta nella sua storia. Per Obi Mikel è il primo trofeo vinto con la nazionale.
Dopo il campionato del mondo del 2014, viene convocato per le Olimpiadi del 2016 come fuori quota. In Brasile la nazionale olimpica nigeriana, dopo essere stata sconfitta dalla Germania in semifinale, ottiene la medaglia di bronzo battendo l'Honduras.
Al termine della Coppa d'Africa 2019 (a cui lui ha partecipato) annuncia il suo ritiro dalla Nazionale.

## Vita privata
Durante i preparativi per il Campionato mondiale di calcio Under-17 2003, la Federazione calcistica nigeriana (NFA) erroneamente ha presentato "Michael" come "Mikel" per il torneo in Finlandia. Ha deciso di mantenere il nuovo nome, dicendo che aveva un "suono speciale". All'arrivo al Chelsea, era più comunemente conosciuto come "John Obi Mikel", ma il 31 luglio 2006 ha dichiarato che preferisce essere chiamato Mikel John Obi invece, e nel 2016 ha ufficialmente cambiato il suo nome in Mikel John Obi.
Il 18 giugno 2021, il Ministro dello Sviluppo Giovanile e Sportivo della Nigeria, Sunday Akin Dare, ha annunciato la nomina di Obi come Ambasciatore della Gioventù del paese.
Il 12 agosto 2011, il padre di Mikel, Michael Obi, fu vittima di un presunto rapimento in Nigeria. Mikel fu informato prima della partita del Chelsea contro lo Stoke City due giorni dopo, ma scelse di giocare nonostante le sue preoccupazioni per il benessere del padre. Il 15 agosto 2011, Mikel fece un appassionato appello per il ritorno sicuro del padre. Ha dichiarato a Sky Sports News: "Ho sempre cercato di aiutare il paese, questo è il momento per il paese di aiutarmi, chiunque sappia dove si trova mio padre, per favore mi contatti." Michael Obi fu trovato vivo il 22 agosto 2011, nella città nigeriana di Kano. I suoi rapitori furono dichiarati in custodia della polizia. Il 26 giugno 2018, poche ore prima di una partita della Coppa del Mondo, Mikel fu informato di un altro rapimento di Michael Obi, ma non lo rivelò a nessuno dei suoi compagni di squadra. La polizia dello Stato di Enugu dichiarò di aver salvato Michael Obi il 2 luglio dopo uno scontro a fuoco.

## Statistiche

### Presenze e reti nei club
Statistiche aggiornate al 20 ottobre 2022.
| Stagione            | Squadra             | Campionato          | Campionato | Campionato | Coppe nazionali | Coppe nazionali | Coppe nazionali | Coppe continentali | Coppe continentali | Coppe continentali | Altre coppe | Altre coppe | Altre coppe | Totale | Totale |
| Stagione            | Squadra             | Comp                | Pres       | Reti       | Comp            | Pres            | Reti            | Comp               | Pres               | Reti               | Comp        | Pres        | Reti        | Pres   | Reti   |
| ------------------- | ------------------- | ------------------- | ---------- | ---------- | --------------- | --------------- | --------------- | ------------------ | ------------------ | ------------------ | ----------- | ----------- | ----------- | ------ | ------ |
| 2005                | Lyn Oslo            | ES                  | 6          | 1          | -               | -               | -               | -                  | -                  | -                  | -           | -           | -           | 6      | 1      |
| 2006-2007           | Chelsea             | PL                  | 22         | 0          | FACup+CdL       | 6+4             | 2+0             | UCL                | 9                  | 0                  | CS          | 1           | 0           | 42     | 2      |
| 2007-2008           | Chelsea             | PL                  | 29         | 0          | FACup+CdL       | 2+3             | 0               | UCL                | 4                  | 0                  | CS          | 1           | 0           | 39     | 0      |
| 2008-2009           | Chelsea             | PL                  | 34         | 0          | FACup+CdL       | 5+1             | 0               | UCL                | 9                  | 0                  | -           | -           | -           | 49     | 0      |
| 2009-2010           | Chelsea             | PL                  | 25         | 0          | FACup+CdL       | 3+2             | 0               | UCL                | 4                  | 0                  | CS          | 1           | 0           | 35     | 0      |
| 2010-2011           | Chelsea             | PL                  | 28         | 0          | FACup+CdL       | 2+0             | 0               | UCL                | 6                  | 0                  | CS          | 1           | 0           | 37     | 0      |
| 2011-2012           | Chelsea             | PL                  | 22         | 0          | FACup+CdL       | 5+1             | 0               | UCL                | 9                  | 0                  | -           | -           | -           | 37     | 0      |
| 2012-2013           | Chelsea             | PL                  | 22         | 0          | FACup+CdL       | 3+1             | 0               | UCL+UEL            | 5+4                | 0                  | CS+SU+Cmc   | 1+1+1       | 0           | 38     | 0      |
| 2013-2014           | Chelsea             | PL                  | 24         | 1          | FACup+CdL       | 2+2             | 1+0             | UCL                | 7                  | 0                  | SU          | 1           | 0           | 36     | 2      |
| 2014-2015           | Chelsea             | PL                  | 18         | 0          | FACup+CdL       | 2+4             | 0               | UCL                | 2                  | 1                  | -           | -           | -           | 26     | 1      |
| 2015-2016           | Chelsea             | PL                  | 25         | 0          | FACup+CdL       | 2+2             | 0               | UCL                | 4                  | 1                  | CS          | 0           | 0           | 33     | 1      |
| 2016-gen. 2017      | Chelsea             | PL                  | 0          | 0          | FACup+CdL       | 0               | 0               | -                  | -                  | -                  | -           | -           | -           | 0      | 0      |
| Totale Chelsea      | Totale Chelsea      | Totale Chelsea      | 249        | 1          |                 | 32+20           | 3+0             |                    | 63                 | 2                  |             | 8           | 0           | 372    | 6      |
| 2017                | Tianjin Teda        | CSL                 | 13         | 1          | CC              | 0               | 0               | -                  | -                  | -                  | -           | -           | -           | 13     | 1      |
| 2018                | Tianjin Teda        | CSL                 | 18         | 2          | CC              | 0               | 0               | -                  | -                  | -                  | -           | -           | -           | 18     | 2      |
| Totale Tianjin Teda | Totale Tianjin Teda | Totale Tianjin Teda | 31         | 3          |                 | 0               | 0               |                    | 0                  | 0                  |             | 0           | 0           | 31     | 3      |
| gen.-giu. 2019      | Middlesbrough       | FLC                 | 18         | 1          | FACup+CdL       | 1+0             | 0+0             | -                  | -                  | -                  | -           | -           | -           | 19     | 1      |
| 2019-2020           | Trabzonspor         | SL                  | 19         | 0          | TK              | 3               | 0               | UEL                | 5                  | 0                  |             | -           | -           | 27     | 0      |
| 2020-2021           | Stoke City          | FLC                 | 39         | 0          | FACup+CdL       | 1+1             | 0+0             | -                  | -                  | -                  | -           | -           | -           | 41     | 0      |
| lug.-nov.2021       | Al Kuwait           | KPL                 | 0          | 0          | CEK+CPK         | -               | -               | AFC                | 2                  | 0                  | -           | -           | -           | 2      | 0      |
| Totale Carriera     | Totale Carriera     | Totale Carriera     | 362        | 6          |                 | 58              | 3               |                    | 70                 | 2                  |             | 8           | 0           | 498    | 11     |

### Cronologia presenze e reti in nazionale
| Cronologia completa delle presenze e delle reti in nazionale ― Nigeria | Cronologia completa delle presenze e delle reti in nazionale ― Nigeria | Cronologia completa delle presenze e delle reti in nazionale ― Nigeria | Cronologia completa delle presenze e delle reti in nazionale ― Nigeria | Cronologia completa delle presenze e delle reti in nazionale ― Nigeria | Cronologia completa delle presenze e delle reti in nazionale ― Nigeria | Cronologia completa delle presenze e delle reti in nazionale ― Nigeria | Cronologia completa delle presenze e delle reti in nazionale ― Nigeria |
| Data                                                                   | Città                                                                  | In casa                                                                | Risultato                                                              | Ospiti                                                                 | Competizione                                                           | Reti                                                                   | Note                                                                   |
| ---------------------------------------------------------------------- | ---------------------------------------------------------------------- | ---------------------------------------------------------------------- | ---------------------------------------------------------------------- | ---------------------------------------------------------------------- | ---------------------------------------------------------------------- | ---------------------------------------------------------------------- | ---------------------------------------------------------------------- |
| 17-8-2005                                                              | Tripoli                                                                | Libia                                                                  | 0 – 1                                                                  | Nigeria                                                                | Amichevole                                                             | -                                                                      | 63’                                                                    |
| 27-1-2006                                                              | Porto Said                                                             | Nigeria                                                                | 2 – 0                                                                  | Zimbabwe                                                               | Coppa d'Africa 2006 - 1º turno                                         | 1                                                                      | 54’                                                                    |
| 31-1-2006                                                              | Porto Said                                                             | Nigeria                                                                | 2 – 1                                                                  | Senegal                                                                | Coppa d'Africa 2006 - 1º turno                                         | -                                                                      |                                                                        |
| 4-2-2006                                                               | Porto Said                                                             | Nigeria                                                                | 1 – 1 dts (6 – 5 dtr)                                                  | Tunisia                                                                | Coppa d'Africa 2006 - Quarti di finale                                 | -                                                                      | 83’                                                                    |
| 7-2-2006                                                               | Alessandria d'Egitto                                                   | Nigeria                                                                | 0 – 1                                                                  | Costa d'Avorio                                                         | Coppa d'Africa 2006 - Semifinale                                       | -                                                                      | 53’                                                                    |
| 2-9-2006                                                               | Abuja                                                                  | Nigeria                                                                | 2 – 0                                                                  | Niger                                                                  | Qual. Coppa d'Africa 2008                                              | -                                                                      | 61’                                                                    |
| 6-2-2007                                                               | Londra                                                                 | Nigeria                                                                | 1 – 4                                                                  | Ghana                                                                  | Amichevole                                                             | -                                                                      |                                                                        |
| 24-3-2007                                                              | Abeokuta                                                               | Nigeria                                                                | 1 – 0                                                                  | Uganda                                                                 | Qual. Coppa d'Africa 2008                                              | -                                                                      |                                                                        |
| 8-9-2007                                                               | Warri                                                                  | Nigeria                                                                | 2 – 0                                                                  | Lesotho                                                                | Qual. Coppa d'Africa 2008                                              | -                                                                      |                                                                        |
| 14-10-2007                                                             | Ciudad Juárez                                                          | Messico                                                                | 2 – 2                                                                  | Nigeria                                                                | Amichevole                                                             | -                                                                      | 44’ 90’                                                                |
| 21-1-2008                                                              | Sekondi-Takoradi                                                       | Nigeria                                                                | 0 – 1                                                                  | Costa d'Avorio                                                         | Coppa d'Africa 2008 - 1º turno                                         | -                                                                      |                                                                        |
| 25-1-2008                                                              | Sekondi-Takoradi                                                       | Nigeria                                                                | 0 – 0                                                                  | Mali                                                                   | Coppa d'Africa 2008 - 1º turno                                         | -                                                                      |                                                                        |
| 29-1-2008                                                              | Sekondi-Takoradi                                                       | Nigeria                                                                | 2 – 0                                                                  | Benin                                                                  | Coppa d'Africa 2008 - 1º turno                                         | 1                                                                      |                                                                        |
| 3-2-2008                                                               | Accra                                                                  | Ghana                                                                  | 2 – 1                                                                  | Nigeria                                                                | Coppa d'Africa 2008 - Quarti di finale                                 | -                                                                      | 85’                                                                    |
| 27-5-2008                                                              | Graz                                                                   | Austria                                                                | 1 – 1                                                                  | Nigeria                                                                | Amichevole                                                             | -                                                                      |                                                                        |
| 1-6-2008                                                               | Abuja                                                                  | Nigeria                                                                | 2 – 0                                                                  | Sudafrica                                                              | Qual. Mondiali 2010                                                    | -                                                                      |                                                                        |
| 7-6-2008                                                               | Freetown                                                               | Sierra Leone                                                           | 0 – 1                                                                  | Nigeria                                                                | Qual. Mondiali 2010                                                    | -                                                                      | 39’ 62’                                                                |
| 21-6-2008                                                              | Abuja                                                                  | Nigeria                                                                | 2 – 0                                                                  | Guinea Equatoriale                                                     | Qual. Mondiali 2010                                                    | -                                                                      | 66’                                                                    |
| 11-2-2009                                                              | Londra                                                                 | Nigeria                                                                | 0 – 0                                                                  | Giamaica                                                               | Amichevole                                                             | -                                                                      |                                                                        |
| 29-3-2009                                                              | Maputo                                                                 | Mozambico                                                              | 0 – 0                                                                  | Nigeria                                                                | Qual. Mondiali 2010                                                    | -                                                                      |                                                                        |
| 20-6-2009                                                              | Radès                                                                  | Tunisia                                                                | 0 – 0                                                                  | Nigeria                                                                | Qual. Mondiali 2010                                                    | -                                                                      |                                                                        |
| 6-9-2009                                                               | Abuja                                                                  | Nigeria                                                                | 2 – 2                                                                  | Tunisia                                                                | Qual. Mondiali 2010                                                    | -                                                                      |                                                                        |
| 14-11-2009                                                             | Nairobi                                                                | Kenya                                                                  | 2 – 3                                                                  | Nigeria                                                                | Qual. Mondiali 2010                                                    | -                                                                      |                                                                        |
| 6-1-2010                                                               | Benguela                                                               | Zambia                                                                 | 0 – 0                                                                  | Nigeria                                                                | Amichevole                                                             | -                                                                      | Uscita                                                                 |
| 12-1-2010                                                              | Benguela                                                               | Egitto                                                                 | 3 – 1                                                                  | Nigeria                                                                | Coppa d'Africa 2010 - 1º turno                                         | -                                                                      | 79’                                                                    |
| 16-1-2010                                                              | Benguela                                                               | Nigeria                                                                | 1 – 0                                                                  | Benin                                                                  | Coppa d'Africa 2010 - 1º turno                                         | -                                                                      |                                                                        |
| 20-1-2010                                                              | Lubango                                                                | Nigeria                                                                | 3 – 0                                                                  | Mozambico                                                              | Coppa d'Africa 2010 - 1º turno                                         | -                                                                      |                                                                        |
| 25-1-2010                                                              | Lubango                                                                | Nigeria                                                                | 0 – 0 dts (5 – 4 dtr)                                                  | Zambia                                                                 | Coppa d'Africa 2010 - Quarti di finale                                 | -                                                                      |                                                                        |
| 28-1-2010                                                              | Luanda                                                                 | Ghana                                                                  | 1 – 0                                                                  | Nigeria                                                                | Coppa d'Africa 2010 - Semifinale                                       | -                                                                      |                                                                        |
| 30-1-2010                                                              | Benguela                                                               | Nigeria                                                                | 1 – 0                                                                  | Algeria                                                                | Coppa d'Africa 2010 - Finale 3º posto                                  | -                                                                      | 77’                                                                    |
| 5-9-2010                                                               | Calabar                                                                | Nigeria                                                                | 2 – 0                                                                  | Madagascar                                                             | Qual. Coppa d'Africa 2012                                              | -                                                                      | 75’                                                                    |
| 27-3-2011                                                              | Abuja                                                                  | Nigeria                                                                | 4 – 0                                                                  | Etiopia                                                                | Qual. Coppa d'Africa 2012                                              | -                                                                      |                                                                        |
| 29-3-2011                                                              | Abuja                                                                  | Nigeria                                                                | 3 – 0                                                                  | Kenya                                                                  | Amichevole                                                             | -                                                                      |                                                                        |
| 1-6-2011                                                               | Abuja                                                                  | Nigeria                                                                | 4 – 1                                                                  | Argentina                                                              | Amichevole                                                             | -                                                                      |                                                                        |
| 5-6-2011                                                               | Addis Abeba                                                            | Etiopia                                                                | 2 – 2                                                                  | Nigeria                                                                | Qual. Coppa d'Africa 2012                                              | -                                                                      |                                                                        |
| 4-9-2011                                                               | Antananarivo                                                           | Madagascar                                                             | 0 – 2                                                                  | Nigeria                                                                | Qual. Coppa d'Africa 2012                                              | -                                                                      |                                                                        |
| 6-9-2011                                                               | Dacca                                                                  | Argentina                                                              | 3 – 1                                                                  | Nigeria                                                                | Amichevole                                                             | -                                                                      | cap. 68’                                                               |
| 8-10-2011                                                              | Abuja                                                                  | Nigeria                                                                | 2 – 2                                                                  | Guinea                                                                 | Qual. Coppa d'Africa 2012                                              | -                                                                      |                                                                        |
| 11-10-2011                                                             | Watford                                                                | Ghana                                                                  | 0 – 0                                                                  | Nigeria                                                                | Amichevole                                                             | -                                                                      | 70’                                                                    |
| 29-2-2012                                                              | Kigali                                                                 | Ruanda                                                                 | 0 – 0                                                                  | Nigeria                                                                | Qual. Coppa d'Africa 2013                                              | -                                                                      |                                                                        |
| 13-10-2012                                                             | Calabar                                                                | Nigeria                                                                | 6 – 1                                                                  | Liberia                                                                | Qual. Coppa d'Africa 2013                                              | 1                                                                      |                                                                        |
| 9-1-2013                                                               | Faro                                                                   | Capo Verde                                                             | 0 – 0                                                                  | Nigeria                                                                | Amichevole                                                             | -                                                                      |                                                                        |
| 21-1-2013                                                              | Nelspruit                                                              | Nigeria                                                                | 1 – 1                                                                  | Burkina Faso                                                           | Coppa d'Africa 2013 - 1º turno                                         | -                                                                      |                                                                        |
| 25-1-2013                                                              | Nelspruit                                                              | Zambia                                                                 | 1 – 1                                                                  | Nigeria                                                                | Coppa d'Africa 2013 - 1º turno                                         | -                                                                      |                                                                        |
| 29-1-2013                                                              | Rustenburg                                                             | Etiopia                                                                | 0 – 2                                                                  | Nigeria                                                                | Coppa d'Africa 2013 - 1º turno                                         | -                                                                      | 90+2’                                                                  |
| 3-2-2013                                                               | Rustenburg                                                             | Costa d'Avorio                                                         | 1 – 2                                                                  | Nigeria                                                                | Coppa d'Africa 2013 - Quarti di finale                                 | -                                                                      |                                                                        |
| 6-2-2013                                                               | Durban                                                                 | Mali                                                                   | 1 – 4                                                                  | Nigeria                                                                | Coppa d'Africa 2013 - Semifinale                                       | -                                                                      |                                                                        |
| 10-2-2013                                                              | Johannesburg                                                           | Nigeria                                                                | 1 – 0                                                                  | Burkina Faso                                                           | Coppa d'Africa 2013 - Finale                                           | -                                                                      | 57’                                                                    |
| 23-3-2013                                                              | Calabar                                                                | Nigeria                                                                | 1 – 1                                                                  | Kenya                                                                  | Qual. Mondiali 2014                                                    | -                                                                      |                                                                        |
| 5-6-2013                                                               | Nairobi                                                                | Kenya                                                                  | 0 – 1                                                                  | Nigeria                                                                | Qual. Mondiali 2014                                                    | -                                                                      |                                                                        |
| 12-6-2013                                                              | Windhoek                                                               | Namibia                                                                | 1 – 1                                                                  | Nigeria                                                                | Qual. Mondiali 2014                                                    | -                                                                      |                                                                        |
| 17-6-2013                                                              | Belo Horizonte                                                         | Tahiti                                                                 | 1 – 6                                                                  | Nigeria                                                                | Conf. Cup 2013 - 1º turno                                              | -                                                                      |                                                                        |
| 20-6-2013                                                              | Salvador                                                               | Nigeria                                                                | 1 – 2                                                                  | Uruguay                                                                | Conf. Cup 2013 - 1º turno                                              | 1                                                                      |                                                                        |
| 23-6-2013                                                              | Fortaleza                                                              | Nigeria                                                                | 0 – 3                                                                  | Spagna                                                                 | Conf. Cup 2013 - 1º turno                                              | -                                                                      |                                                                        |
| 7-9-2013                                                               | Calabar                                                                | Nigeria                                                                | 2 – 0                                                                  | Malawi                                                                 | Qual. Mondiali 2014                                                    | -                                                                      |                                                                        |
| 13-10-2013                                                             | Addis Abeba                                                            | Etiopia                                                                | 1 – 2                                                                  | Nigeria                                                                | Qual. Mondiali 2014                                                    | -                                                                      |                                                                        |
| 16-11-2013                                                             | Calabar                                                                | Nigeria                                                                | 2 – 0                                                                  | Etiopia                                                                | Qual. Mondiali 2014                                                    | -                                                                      |                                                                        |
| 18-11-2013                                                             | Londra                                                                 | Italia                                                                 | 2 – 2                                                                  | Nigeria                                                                | Amichevole                                                             | -                                                                      | 88’                                                                    |
| 5-3-2014                                                               | Atlanta                                                                | Messico                                                                | 0 – 0                                                                  | Nigeria                                                                | Amichevole                                                             | -                                                                      |                                                                        |
| 3-6-2014                                                               | Chester                                                                | Grecia                                                                 | 0 – 0                                                                  | Nigeria                                                                | Amichevole                                                             | -                                                                      |                                                                        |
| 7-6-2014                                                               | Jacksonville                                                           | Stati Uniti                                                            | 2 – 1                                                                  | Nigeria                                                                | Amichevole                                                             | -                                                                      | 46’                                                                    |
| 16-6-2014                                                              | Curitiba                                                               | Iran                                                                   | 0 – 0                                                                  | Nigeria                                                                | Mondiali 2014 - 1º turno                                               | -                                                                      |                                                                        |
| 21-6-2014                                                              | Cuiabá                                                                 | Nigeria                                                                | 1 – 0                                                                  | Bosnia ed Erzegovina                                                   | Mondiali 2014 - 1º turno                                               | -                                                                      | 81’                                                                    |
| 25-6-2014                                                              | Porto Alegre                                                           | Nigeria                                                                | 2 – 3                                                                  | Argentina                                                              | Mondiali 2014 - 1º turno                                               | -                                                                      |                                                                        |
| 30-6-2014                                                              | Brasilia                                                               | Francia                                                                | 2 – 0                                                                  | Nigeria                                                                | Mondiali 2014 - Ottavi di finale                                       | -                                                                      |                                                                        |
| 6-9-2014                                                               | Calabar                                                                | Nigeria                                                                | 2 – 3                                                                  | Rep. del Congo                                                         | Qual. Coppa d'Africa 2015                                              | -                                                                      | 63’                                                                    |
| 10-9-2014                                                              | Città del Capo                                                         | Sudafrica                                                              | 0 – 0                                                                  | Nigeria                                                                | Qual. Coppa d'Africa 2015                                              | -                                                                      |                                                                        |
| 11-10-2014                                                             | Khartum                                                                | Sudan                                                                  | 1 – 0                                                                  | Nigeria                                                                | Qual. Coppa d'Africa 2015                                              | -                                                                      |                                                                        |
| 15-10-2014                                                             | Abuja                                                                  | Nigeria                                                                | 3 – 1                                                                  | Sudan                                                                  | Qual. Coppa d'Africa 2015                                              | -                                                                      |                                                                        |
| 15-11-2014                                                             | Pointe-Noire                                                           | Rep. del Congo                                                         | 0 – 2                                                                  | Nigeria                                                                | Qual. Coppa d'Africa 2015                                              | -                                                                      |                                                                        |
| 19-11-2014                                                             | Uyo                                                                    | Nigeria                                                                | 2 – 2                                                                  | Sudafrica                                                              | Qual. Coppa d'Africa 2015                                              | -                                                                      |                                                                        |
| 8-10-2015                                                              | Visé                                                                   | Nigeria                                                                | 0 – 2                                                                  | Rep. del Congo                                                         | Amichevole                                                             | -                                                                      |                                                                        |
| 11-10-2015                                                             | Bruxelles                                                              | Nigeria                                                                | 3 – 0                                                                  | Camerun                                                                | Amichevole                                                             | -                                                                      | 63’                                                                    |
| 13-11-2015                                                             | Lobamba                                                                | Swaziland                                                              | 0 – 0                                                                  | Nigeria                                                                | Qual. Mondiali 2018                                                    | -                                                                      | 71’                                                                    |
| 25-3-2016                                                              | Kaduna                                                                 | Nigeria                                                                | 1 – 1                                                                  | Egitto                                                                 | Qual. Coppa d'Africa 2017                                              | -                                                                      | cap.                                                                   |
| 29-3-2016                                                              | Alessandria d'Egitto                                                   | Egitto                                                                 | 1 – 0                                                                  | Nigeria                                                                | Qual. Coppa d'Africa 2017                                              | -                                                                      | cap.                                                                   |
| 3-9-2016                                                               | Uyo                                                                    | Nigeria                                                                | 1 – 0                                                                  | Tanzania                                                               | Qual. Coppa d'Africa 2017                                              | -                                                                      | cap. 63’                                                               |
| 9-10-2016                                                              | Ndola                                                                  | Zambia                                                                 | 1 – 2                                                                  | Nigeria                                                                | Qual. Mondiali 2018                                                    | -                                                                      | cap. 88’                                                               |
| 12-11-2016                                                             | Uyo                                                                    | Nigeria                                                                | 3 – 1                                                                  | Algeria                                                                | Qual. Mondiali 2018                                                    | 1                                                                      | cap. 83’                                                               |
| 1-9-2017                                                               | Uyo                                                                    | Nigeria                                                                | 4 – 0                                                                  | Camerun                                                                | Qual. Mondiali 2018                                                    | 1                                                                      | cap. 68’                                                               |
| 4-9-2017                                                               | Yaoundé                                                                | Camerun                                                                | 1 – 1                                                                  | Nigeria                                                                | Qual. Mondiali 2018                                                    | -                                                                      | cap. 65’                                                               |
| 7-10-2017                                                              | Uyo                                                                    | Nigeria                                                                | 1 – 0                                                                  | Zambia                                                                 | Qual. Mondiali 2018                                                    | -                                                                      | cap.                                                                   |
| 14-11-2017                                                             | Krasnodar                                                              | Argentina                                                              | 2 – 4                                                                  | Nigeria                                                                | Amichevole                                                             | -                                                                      | cap.                                                                   |
| 2-6-2018                                                               | Londra                                                                 | Inghilterra                                                            | 2 – 1                                                                  | Nigeria                                                                | Amichevole                                                             | -                                                                      | cap.                                                                   |
| 6-6-2018                                                               | Schwechat                                                              | Nigeria                                                                | 0 – 1                                                                  | Rep. Ceca                                                              | Amichevole                                                             | -                                                                      | cap. 80’                                                               |
| 16-6-2018                                                              | Kaliningrad                                                            | Croazia                                                                | 2 – 0                                                                  | Nigeria                                                                | Mondiali 2018 - 1º turno                                               | -                                                                      | Cap.                                                                   |
| 22-6-2018                                                              | Volgograd                                                              | Nigeria                                                                | 2 – 0                                                                  | Islanda                                                                | Mondiali 2018 - 1º turno                                               | -                                                                      | cap.                                                                   |
| 26-6-2018                                                              | San Pietroburgo                                                        | Nigeria                                                                | 1 – 2                                                                  | Argentina                                                              | Mondiali 2018 - 1º turno                                               | -                                                                      | cap. 90+1’                                                             |
| 8-6-2019                                                               | Asaba                                                                  | Nigeria                                                                | 0 – 0                                                                  | Zimbabwe                                                               | Amichevole                                                             | -                                                                      | cap. 84’                                                               |
| 16-6-2019                                                              | Ismailia                                                               | Senegal                                                                | 1 – 0                                                                  | Nigeria                                                                | Amichevole                                                             | -                                                                      | cap.                                                                   |
| 22-6-2019                                                              | Alessandria d'Egitto                                                   | Nigeria                                                                | 1 – 0                                                                  | Burundi                                                                | Coppa d'Africa 2019 - 1º turno                                         | -                                                                      | cap. 58’                                                               |
| 30-6-2019                                                              | Alessandria d'Egitto                                                   | Madagascar                                                             | 2 – 0                                                                  | Nigeria                                                                | Coppa d'Africa 2019 - 1º turno                                         | -                                                                      | cap. 59’                                                               |
| Totale                                                                 |                                                                        | Presenze (4º posto)                                                    | 92                                                                     |                                                                        | Reti                                                                   | 6                                                                      |                                                                        |

## Palmarès

### Club

#### Competizioni nazionali
- Coppa di Lega inglese: 2

Chelsea: 2006-2007, 2014-2015
- Coppa d'Inghilterra: 4

Chelsea: 2006-2007, 2008-2009, 2009-2010, 2011-2012
- Community Shield: 1

Chelsea: 2009
- Campionato inglese: 2

Chelsea: 2009-2010, 2014-2015

#### Competizioni internazionali
- UEFA Champions League: 1

Chelsea: 2011-2012
- UEFA Europa League: 1

Chelsea: 2012-2013

### Nazionale
- Coppa d'Africa: 1

Sudafrica 2013
- Bronzo olimpico: 1

Rio de Janeiro 2016

### Individuale
- Giovane calciatore africano dell'anno: 2

2005, 2006